# Direct on die
Pour les articles homonymes, voir DoD.

Un Direct on Die (souvent abrégé DoD) est un montage consistant à mettre directement en contact un dispositif de refroidissement par liquide avec le die d'un microprocesseur.
Direct on Die désigne également souvent les systèmes de refroidissement exploitant le phase-change cooling.

## Principe
Direct on Die signifie « directement sur le die ». Dans un montage Direct on Die, le dispositif de refroidissement entre directement en contact avec le die du microprocesseur, par exemple avec un évaporateur en contact avec le die dans le cadre d'un système de phase-change cooling.
Avec un microprocesseur muni d'un IHS, il faut d'abord retirer ce dernier pour pouvoir accéder au die.

## But
Le die étant la partie du microprocesseur qui chauffe, et donc celle à refroidir, un montage Direct on Die permet un refroidissement plus performant que si l'IHS était encore en place.

## Types de système
Les montages Direct on Die sont généralement présents dans les systèmes suivants :
- phase-change cooling ;
- refroidissement à azote liquide ;
- Dry ice cooling ;
- watercooling (alors appelé Direct-Die).

Il est plus rare de trouver de montages de type Direct on Die dans des systèmes watercooling, étant donné que le Direct on Die est presque exclusivement réservé à l'extreme cooling (du fait des risques lors du retrait de l'IHS), des dispositifs temporaires à des fins de test ou d'overclocking extrêmes, alors que le watercooling est généralement un système destiné à fonctionner sur le long terme.